# Dicranota paraspectralis
Dicranota (Ludicia) paraspectralis là một loài ruồi trong họ Pediciidae. Chúng phân bố ở vùng Indomalaya.